# 風雪のビバーク
『風雪のビバーク』（ふうせつのビバーク）は、東京登歩渓流会の松濤明（1922年 - 1949年）が遺した登山の記録。
当初は東京登歩渓流会による追悼記念誌の形式（A5判116ページ）で非売品として刊行されているが、同会の杉本光作の編集によって松濤の他の遺稿が加えられたものが1960年7月に朋文堂から出版された。

## 概要
谷川岳、穂高岳、剱岳などでの登攀や、縦走の記録が書かれている。特に、1949年1月に槍ヶ岳北鎌尾根でパートナーである有元克己と共に遭難した際に死の直前まで書き続けた遺書で有名。

## 内容
- 穂高生活（滝谷第四尾根単独登攀ほか）
- 谷川岳一ノ倉沢（滝沢Aルンゼ登攀）
- 三ツ峠
- ザンザ洞
- 仙丈ヶ岳･甲斐駒ヶ岳
- 八ヶ岳（赤岳）
- 八ヶ岳縦走
- 天狗岳
- 北穂高岳 滝谷第一尾根冬季初登攀
- 北穂高岳 滝谷第一尾根 - 第四尾根ほか

## 出版履歴
- 1950年1月 東京登歩渓流会より、非売品として刊行。
- 1961年9月 普及版が朋文堂から刊行される。
- 1963年3月 あかね書房の『日本山岳名著全集』12（P249-273.）に収録される（東京登歩渓流会本を底本としているが、捜索日誌は省略）。1970年10月に出された新装版にも所収。
- 1966年11月 二見書房の『The Mountains』8として、加藤文太郎の『単独行』と合冊して刊行される。
- 1971年 二見書房の『山岳名著シリーズ』の1冊として刊行される。ISBN 4576000063
- 2000年3月 山と溪谷社の『Yama-kei Classics』の1冊として刊行される。ISBN 4635047024 書名表記は『風雪のビヴァーク』で、年譜を附す。